# Edward Chiwawa
Edward Chiwawa  es un escultor de Zimbabue conocido por sus tallas en piedra, nacido el 9 de marzo de 1935 al noroeste de Guruve. Pertenece a la primera generación de escultores modernos de Zimbabue.

## Datos biográficos
Nacido en Kore-Kore, pueblo de etnia Shona al noroeste del distrito de Guruwe, a unos 150 kilómetros de Harare. Al principio se dedicó a la carpintería; desde 1967, entró en contacto con la escultura de su primo, Henry Munyaradzi, a través de su familia con que tiene una estrecha relación. Aprendió a esculpir trabajando con su primo. De 1970 a 1973 -o 1971 a 1973 según las fuentes -  vivió en el pueblo de artistas Tengenenge , y luego se trasladó al suburbio de trabajadores Chitungwiza, a 15 kilómetros al sur de Harare, la capital, no muy lejos de Fanizani Akuda. Su esposa, Sherita (una hermana de Henry Munyaradzi ), su hija  Cragemia  y su hijo Macloud son artistas independientes y trabajan en su taller.
Sus esculturas son a menudo muy abstractas. Chiwawa ha expuesto en Europa y Australia.

## Estilo
Edward Chiwawa es uno de los más conocidos representantes de la primera generación de escultores modernos de Zimbabue. Sus obras retratan elementos naturales del universo, como el sol y la luna, dándoles serios rostros humanos de formas geométricas. Sus famosas "Moon-heads"  (Cabeza de la Luna) de  ópalo y serpentina pulidas concentran en su abstracción una magia fascinante. A diferencia de muchos escultores más jóvenes que solo ven la piedra como material, Chiwawa - como otros escultores de la "primera generación" - respeta la dignidad de la piedra . Según sus propias palabras: 

"La piedra habla por sí misma."

## Exposiciones
Desde la década de 1980, Edward Chiwawa participó en muchas exposiciones internacionales. Ya en 1987 y nuevamente en 1996 ganó el primer Premio de la "Exposición Internacional de la pequeña escultura" en Budapest. Edward Chiwawa realizó exposiciones individuales en Londres (1981), en Fráncfort del Meno (1985), Sídney (1986), y en 1987 en Melbourne, Roma y París. Él es un miembro de la asociación de artistas Friends Forever (amigos para siempre) y participa regularmente en exposiciones de su grupo.